# Nicky Butt
Pour les articles homonymes, voir Butt.
Nicholas Butt, surnommé Nicky « The Bird » Butt, est un footballeur international anglais né le 21 janvier 1975 dans le quartier de Gorton, Manchester.
Nicky Butt, fait partie de la génération 92 du Manchester United FC avec Beckham, Giggs, Scholes et autres frères Neville, Phil et Gary. Butt dispute 387 matches avec les Red Devils et gagne six titres en Premier League et une Ligue des champions en 1999. Passé ensuite par Newcastle, il y termine sa carrière de joueur à haut niveau (2004-2010).

## Biographie

### Enfance et formation mancunienne

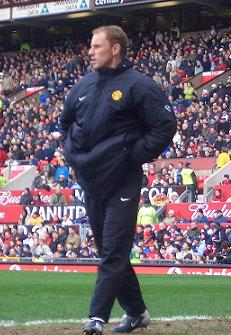
Butt à Manchester

Né à Manchester, il est formé au prestigieux club de Manchester United.

### Douze ans à Manchester United (1992-2004)
Sous les ordres d'Alex Ferguson, il débute en Premier League lors de son seul match de la saison 1992-93 contre Oldham Athletic.
La saison suivante, il ne jouera qu'un seul match, mais parvient à être réellement titulaire qu'à partir de 1994-95, et ce durant huit saisons, avant d'être relégué sur le banc de touche par la concurrence.
Avec le départ de Paul Ince à l'Inter Milan en 1995, il gagne encore plus de temps de jeu au milieu de terrain aux côtés de Roy Keane, même s'il est la plupart du temps son remplaçant. Grâce à la blessure de ce même Roy Keane en 1997, il effectue une saison pleine, il est sélectionné pour la première fois en mars de cette même année, et apparaît dans l'Équipe de l'Année de Premier League au terme de la saison 1997-98.
Cependant, avec l'avènement de Paul Scholes, Butt redevient peu à peu remplaçant, même s'il joue plus de 100 matchs entre 1999 et 2004.
Avec Manchester United, il a gagné de nombreux trophées (dont une Ligue des champions en 1999) avant d'être transféré à Newcastle United en 2004, après avoir passé 12 ans sous les couleurs des Red Devils.

### Fin de carrière (2004-2011)

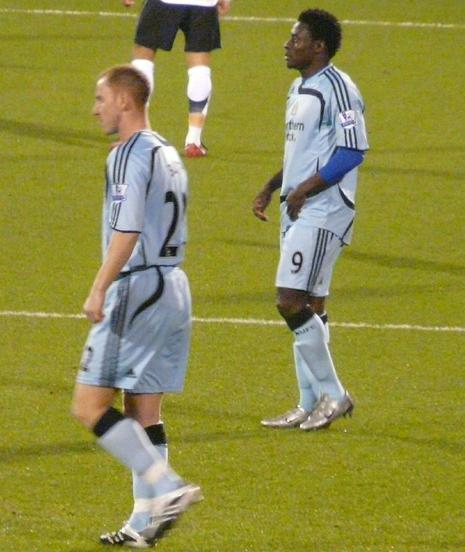
Butt et Obafemi Martins en 2007

À Newcastle, il n'arrive pas à être un titulaire indiscutable, ne disputant que 18 matchs de Premier League, c'est pourquoi il est prêté lors de la saison 2005-2006 à Birmingham City, mais ne pourra pas empêcher la relégation des Blues.
Il revient donc de prêt à Newcastle, et, malgré l'intérêt du nouvel entraîneur de Sunderland et ex-coéquipier à Manchester United qu'est Roy Keane, Butt annonce qu'il reste à Newcastle.
Pendant la saison 2006-07, Butt dispute 47 matchs (toutes compétitions confondues) et devient même capitaine d'un match de Coupe UEFA (contre Zulte-Waregem), jouant un rôle clé en équipe première.
Il prend une place encore plus importante avec le transfert de Parker à West Ham. En février 2009, Nicky Butt prolonge son contrat d'une saison, liant le joueur de 34 ans à Newcastle jusqu'en 2010. Il fait part de son souhait de terminer sa carrière à Newcastle.
Au fil de la saison, Butt joue de moins en moins de matchs, mais remplit un rôle de leader en dehors des terrains.
Malgré la relégation en Championship 2009-2010, Butt décide de rester à Newcastle et redevient capitaine, grâce au départ de Michael Owen pendant l'intersaison. C'est pourtant le vice-capitaine Alan Smith qui porte le plus souvent le brassard de capitaine. Lors du dernier match à domicile à St. James' Park contre Norwich City, Butt annonce qu'il met un terme à sa carrière à la suite de l'obtention du trophée de Championship à la fin de saison. Son entraîneur Chris Hughton lui propose alors de devenir coach, ce que Butt refuse.
En novembre 2010, le South China Morning Post annonce que Nicky Butt discute avec les dirigeants des champions de Hong Kong, South China. Début décembre, six mois après la fin de son contrat avec Newcastle, le milieu de terrain signe un contrat de trois mois avec le South China FC.

### Reconversion
En fin de saison 2013-2014, Butt est l'adjoint de son ancien coéquipier mancunien Ryan Giggs lorsque celui-ci assure l'intérim sur le banc de Manchester United.
En été 2014, il achète Salford City, avec la génération 92 de Manchester United : Paul Scholes, Ryan Giggs, Gary Neville et Phil Neville et David Beckham. Encore en D8 en 2015, les Ammies disputent l'accession en D3 en mai 2021.
En février 2016, Manchester United annonce la nomination de Nicky Butt à la tête de la formation du club, en pleine réorganisation. Aussi passé à la tête des U19 de Manchester United, Butt assure l'intérim auprès de l'équipe réserve mancunienne en novembre 2016, à la suite du départ de Warren Joyce pour Wigan. En juillet 2019, directeur du centre de formation depuis plus de trois ans, Nicky Butt est promu chef du développement de l'équipe première. En étroite collaboration avec l'entraîneur Ole Gunnar Solskjaer, Butt a pour mission de faciliter la transition vers la première équipe des jeunes talents comme Mason Greenwood, Tahith Chong, Angel Gomes et James Garner. En mars 2021, Butt démissionne de son poste pour se consacrer à un nouveau projet non dévoilé. Durant sa mandature avec les jeunes de MU, il travaille avec des joueurs comme Marcus Rashford, Scott McTominay, Axel Tuanzebe, Dean Henderson et Mason Greenwood, qui finissent tous par intégrer l'équipe première.

## Statistiques
Butt connaît 39 sélections avec l'équipe d'Angleterre et dispute 387 matches avec le Manchester United Football Club. Il porte également les maillots de Newcastle (170 matches, 5 buts) et Birmingham City (26 matches, 3 buts).

## Palmarès

### Manchester United
Avec les Red Devils, Butt gagne six titres en Premier League et une Ligue des champions en 1999.
- Vainqueur de la Ligue des Champions en 1999
- Vainqueur de la Coupe intercontinentale en 1999
- Champion d'Angleterre en 1993, 1994, 1996, 1997, 1999, 2000, 2001 et 2003
- Vainqueur de la Coupe d'Angleterre en 1994, 1996, 1999 et 2004
- Vainqueur du Community Shield en 1993, 1994, 1996, 1997 et 2003

### Newcastle United
- Vainqueur de la Coupe Intertoto en 2006
- Champion d'Angleterre de D2 en 2010

### International
- 39 sélections

Il connaît sa première sélection en équipe nationale en mars 1997.